# Reidar Andersen
Reidar Andersen (født 20. april 1911 i Norderhov, Buskerud, død 15. december 1991 i Oslo) var en norsk skihopper, som konkurrerede i 1930'erne. Han stod ofte i skyggen af Birger Ruud, men regnes særligt i hjemlandet næsten på samme niveau som Ruud.
Andersen fik sit gennembrud, da han som blot attenårig vandt VM-sølv i 1930. Han var udtaget til vinter-OL 1932, men stillede ikke op. I 1935 var fire nordmænd, blandt andet Andersen, inviteret til en konkurrence i Planica i Jugoslavien, og her sprang Andersen dagen inden selve konkurrencen 99,5 m, hvilket var ny verdensrekord. Andersen var overbevist om, at han kunne komme ud over den magiske grænse på 100 m, men det norske skiforbund frygtede for hoppernes helbred og trak hele holdet fra konkurrencen. Samme år blev han igen VM-toer, kun akkurat slået af Ruud. Han vandt bronzemedalje ved vinter-OL 1936 i Garmisch-Partenkirchen. Her lå han som nummer fem efter første hop, men et fint andetholdet sikrede ham en tredjeplads efter Ruud, der vandt, og svenskeren Sven Eriksson på andenpladsen. Han vandt en tredje VM-sølv i 1937.
Hans store bedrift er sejr tre år i træk i Holmenkollrennet: 1936, 1937 og 1938, hvilket han er den eneste, der nogensinde har præsteret. Han blev tildelt Holmenkollmedaljen i 1938.
Ved vinter-OL 1948 var Andersen med som træner, og efter sin aktive karriere blev han en succesrig forretningsmand, der etablerede et sportsudstyrsfirma. Her blev han kendt for at have designet en anorak, der var velegnet til ture i bjergene.
Andersen blev i 1971 optaget i National Ski Hall of Fame, og her nævnes det, at han tog 18 sejre i skihop på en USA-turné i 1939. Efter anden verdenskrig gennemførte han en ny turné i USA for at fremme skisporten.